# La Mesa
La Mesa és una ciutat dels Estats Units a l'estat de Califòrnia. Segons una estimació del 2009 tenia 56.881 habitants.

## Demografia
Segons el cens del 2000, La Mesa tenia 54.749 habitants, 24.186 habitatges, i 13.374 famílies. La densitat de població era de 2.282,8 habitants/km².
Dels 24.186 habitatges en un 24,7% hi vivien nens de menys de 18 anys, en un 39,8% hi vivien parelles casades, en un 11,6% dones solteres, i en un 44,7% no eren unitats familiars. En el 34,2% dels habitatges hi vivien persones soles el 12,9% de les quals corresponia a persones de 65 anys o més que vivien soles. El nombre mitjà de persones vivint en cada habitatge era de 2,22 i el nombre mitjà de persones que vivien en cada família era de 2,86.
Per edats la població es repartia de la següent manera: un 19,8% tenia menys de 18 anys, un 9,9% entre 18 i 24, un 32,9% entre 25 i 44, un 20,3% de 45 a 60 i un 17% 65 anys o més.
L'edat mediana era de 37 anys. Per cada 100 dones de 18 o més anys hi havia 86,2 homes.
La renda mediana per habitatge era de 41.693 $ i la renda mediana per família de 50.398 $. Els homes tenien una renda mediana de 37.215 $ mentre que les dones 30.413 $. La renda per capita de la població era de 22.372 $. Entorn del 5,2% de les famílies i el 9,4% de la població estaven per davall del llindar de pobresa.

## Poblacions properes
El següent diagrama mostra les poblacions més properes.